# Massimo Maugeri

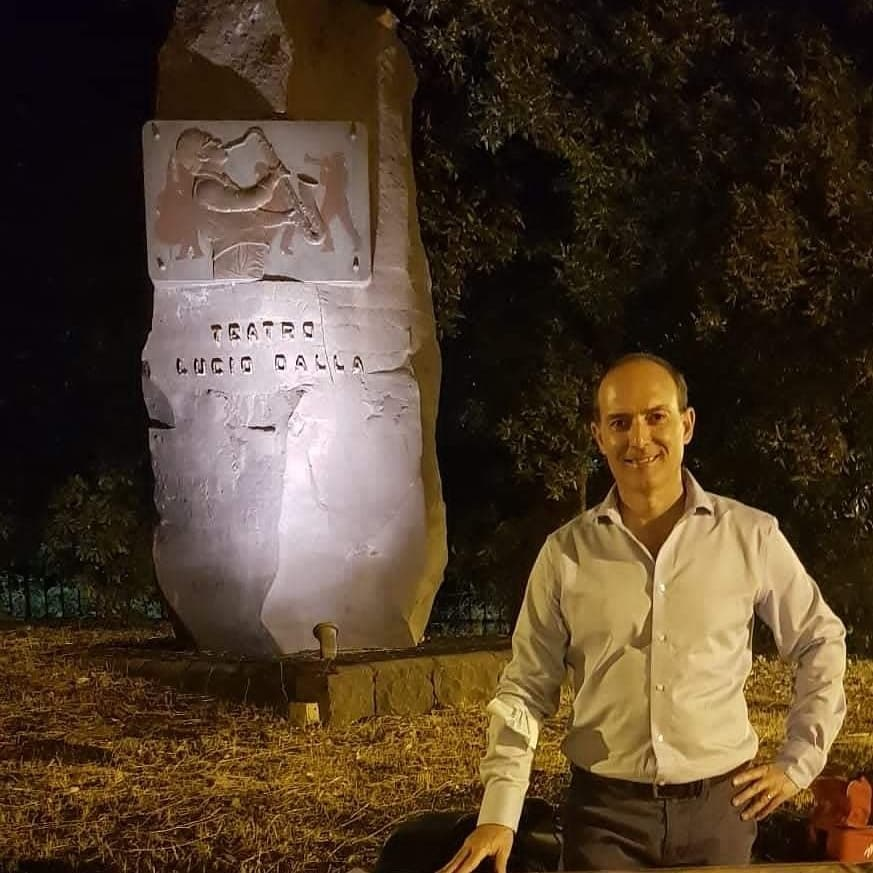
Massimo Maugeri al Teatro "Lucio Dalla" di Milo in occasione del conferimento del Premio Musco 2021

Massimo Maugeri (Catania, 18 maggio 1968) è uno scrittore, blogger e conduttore radiofonico italiano .

## Attività
Maugeri collabora con le pagine culturali di riviste e quotidiani; cura e conduce una trasmissione radiofonica di libri e letteratura su Radio Polis; è fondatore e direttore di Letteratitudine, uno dei più noti blog letterari italiani.

## Biografia
L'esordio di Massimo Maugeri in letteratura risale al 2003 con la pubblicazione del racconto "Muccapazza" sulla rivista Lunarionuovo, a cui fa seguito la pubblicazione di ulteriori racconti. Da questo racconto viene tratto un cortometraggio, con lo stesso titolo, che nel marzo 2017 vince la Sezione “Corteggiando” – dell’Adriatico Film Festival (nell’ambito del Festival dell’Adriatico). La pubblicazione del primo volume avviene nel 2005: il romanzo "Identità distorte" (Prova d'Autore - finalista al Premio Brancati e vincitore del Premio Martoglio).
Nel settembre 2006 crea Letteratitudine, blog letterario (con sottotitolo "un open blog: un luogo d'incontro virtuale tra scrittori, lettori, librai, critici, giornalisti e operatori culturali") che viene inserito nel gruppo dei Blog d'Autore del Gruppo L'Espresso (a partire da gennaio 2022, a seguito della chiusura del portale Kataweb, Letteratitudine si sgancia dal Gruppo Gedi, ex Gruppo L'Espresso, e continua a operare in forma del tutto indipendente). Nel corso degli anni Maugeri organizza centinaia di dibattiti online incentrati sui libri e sulle tematiche da essi trattati (con il coinvolgimento diretto degli autori e l’animazione di una rete di lettori e di addetti ai lavori), giochi di gruppo sulla lettura e sulla scrittura, pubblica una sfilza lunghissima di recensioni e interviste, crea (a partire dal 2009) l'omonimo programma radiofonico integrato con il blog (in onda prima su Radio Hinterland e poi su Radio Polis e in podcast sul blog), il quotidiano culturale online LetteratitudineNews, il canale video su YouTube e altro ancora.

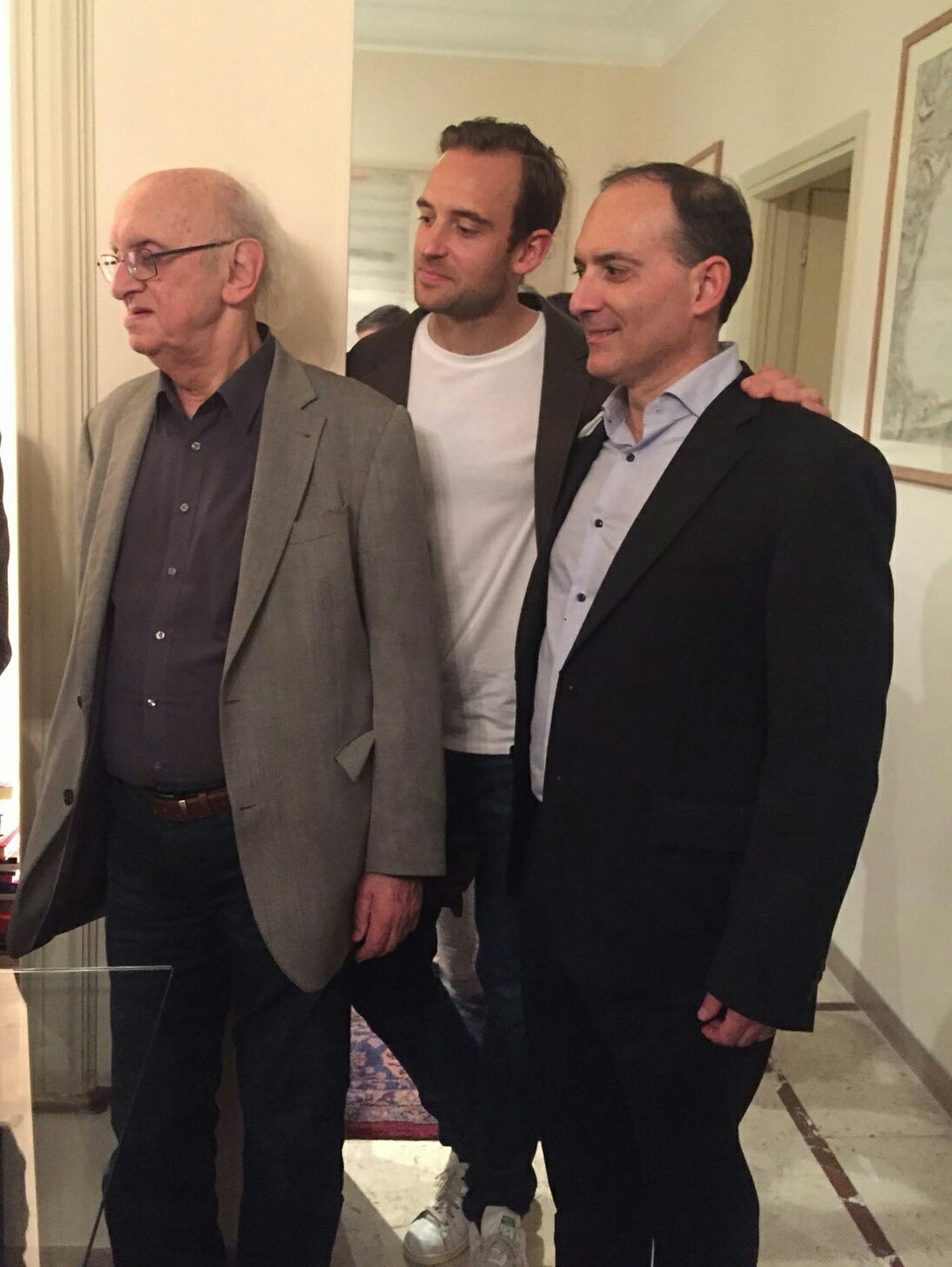
Massimo Maugeri, a Torino, nel maggio 2018, con Petros Markarīs e Joël Dicker

Con riferimento alle attività svolte su Letteratitudine pubblica tre volumi: "Letteratitudine, il libro - vol. I - 2006-2008" (Azimut, 2008), "Letteratitudine, il libro - vol. 2" (Historica, 2012), "Letteratitudine 3: letture, scritture, metanarrazioni" (LiberAria, 2017). Non passa inosservato un articolo relativo al primo dei tre volumi, pubblicato da Ferdinando Camon su "Tuttolibri" de "La Stampa" il 7 febbraio 2009 (con la frase: "Esito a dirlo, ma probabilmente questo blog è la pianta che nasce sulla tomba della terza pagina).
Nel 2009 cura la raccolta di racconti no profit “Roma per le strade” (Azimut), partecipando con un proprio racconto e coinvolgendo nel progetto molti tra i principali scrittori nati o residenti a Roma. Nel 2010 esce il romanzo breve scritto a quattro mani con la scrittrice e magistrato Simona Lo Iacono, intitolato "La coda di pesce che inseguiva l’amore” (Sampognaro & Pupi – Premio “Più a Sud di Tunisi” 2011). Nel 2011 vedono la luce il saggio/reportage “L’e-book è (è?) il futuro del libro” (Historica) e la raccolta di racconti “Viaggio all’alba del millennio” (Perdisa Pop – Premio Internazionale Sebastiano Addamo -  Selezione “Premio dei Lettori” di Lucca 2011-2012). Nel 2012 cura il laboratorio “Scrivere ai tempi del web”, svolgendo lezioni presso la Facoltà di Lettere e Filosofia dell’Università degli Studi di Catania, nell’ambito dei laboratori di eccellenza “Officina dei media”.
Nel 2013, per le edizioni E/O, esce il romanzo: “Trinacria Park” (Premio Vittorini).
Nel 2014, a partire dal mese di novembre, va in scena la pièce teatrale tratta dal racconto “Ratpus“ (dove nasce il personaggio Cetti Curfino): regia e adattamento di Manuel Giliberti, interpretazione di Carmelinda Gentile. Lo spettacolo fa tappa in diverse città, beneficiando di grande successo di pubblico e critica, e supera i confini nazionali.
Nel maggio 2018 esce il romanzo “Cetti Curfino” (La nave di Teseo - Premio Musco 2021, finalista al Premio Chianti 2019).
Nel settembre 2021, sempre per i tipi de La nave di Teseo, esce il romanzo "Il sangue della Montagna", candidato all'edizione 2022 del Premio Strega da Maria Rosa Cutrufelli, finalista al Premio Vittorini 2022 e vincitore del Premio Mignosi 2022 (sezione Narrativa).

## Opere
Romanzi
- Identità distorte[39] (Prova d'Autore, 2005 - Premio Martoglio) ISBN 8888555617
- La coda di pesce che inseguiva l'Amore (Sampognaro & Pupi, 2010 - Premio “Più a Sud di Tunisi” 2011), romanzo breve scritto con Simona Lo Iacono ISBN 8895760182
- Trinacria Park (Edizioni E/O, 2013 - Premio Vittorini) ISBN 886632311X
- Cetti Curfino (La nave di Teseo, 2018)[40], Premio Musco 2021, finalista al Premio Chianti ISBN 8893445395
- Il sangue della Montagna (La nave di Teseo, 2021)[41], ISBN 9788834607138

Raccolte di racconti
- Viaggio all’alba del millennio (Perdisa Pop, 2011 - Premio Internazionale Sebastiano Addamo) ISBN 8883725263

Saggi
- Letteratitudine, il libro - vol. I - 2006-2008 (Azimut, 2008) ISBN 9788860030931
- L’e-book è il futuro del libro (Historica, 2011) ISBN 8896656249
- Letteratitudine, il libro - vol. 2 (Historica, 2012) ISBN 9788896656556
- La ragazza di Casalmonferrato di Giuseppe Bonaviri, monografia presente in "L'eredità letteraria di Giuseppe Bonaviri" a cura di Sarah Zappulla Muscarà (La Cantinella, 2013) ISBN 978-88-87499-14-8
- Letteratitudine 3: letture, scritture, metanarrazioni (LiberAria, 2017)[42] ISBN 8897089941

Racconti pubblicati in antologie di autori vari
- Incontro a Porta Pia, in "Roma per le strade 2", a cura di Massimo Maugeri (Azimut, 2009) - ISBN 978-88-6003-107-5
- Nato il 18 maggio, in "Cronache di inizio millennio", a cura di Laura Costantini e Loredana Falcone (Historica, 2011) ISBN 978-88-9665-617-4
- Al di qua della porta, in "Nessuna più. Quaranta scrittori contro il femminicidio", a cura di Marilù Oliva (Elliot, 2013) ISBN 978-88-6192-341-6
- L'uomo che sfidava gli abissi, in "Tra uomini e dei. Storie di rinascita e riscatto attraverso lo sport", a cura di Elena Mearini (Morellini, 2020) ISBN 978-88-6298-721-9

## Riconoscimenti
Tra gli altri riconoscimenti: Premio Internazionale Sicilia “Il Paladino”, Premio Elmo, Premio Promotori della Lettura e del Libro,
Premio Mignosi, Premio Letterario “Tito Mascali”.